# Jan Ewaryst Zbąski

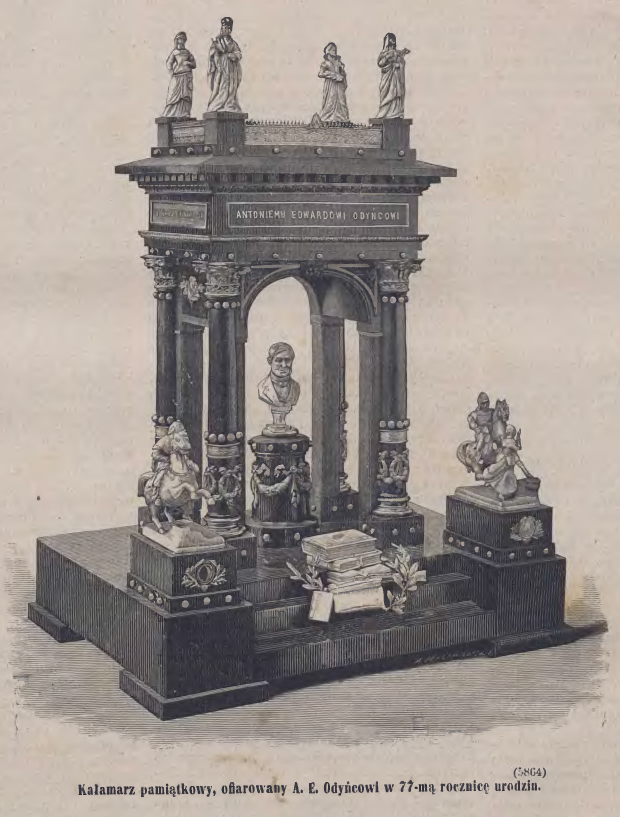
Kałamarz A.E.Odyńca

Jan Ewaryst Zbąski (ur. 2 października 1825 w Krotoszynie, zm. 9 września 1891 w Warszawie) – polski rzeźbiarz.

## Życiorys
Urodził się w Krotoszynie 2 października 1825 w rodzinie Łukasza i jego żony z domu Skąpskiej i miał starszego brata Józefa i młodszą siostrę Florentynę zamężną za Jana Plucińskiego.
Ukończył studia i pracował jako referendariusz w Sądzie Apelacyjnym w Poznaniu. Ukończył Szkołę Sztuk Pięknych w Warszawie. Pod koniec lat pięćdziesiątych XIX przebywał w Wiedniu.
Na początku kwietnia 1860 Kurier Warszawski podawał, że Ewaryst Zbąski przybył do Warszawy i prowadził pracownię rzeźbiarską na Lesznie pod numerem 663/4 gdzie urządził również labolatorium galwanoplastyczno-artystyczne. W pracowni realizował: "wszelkiego rodzaju rzeźby, czy to podług danych, czy też przez niego samego wyrabianych modeli, z miedzi, srebra lub złota galwanicznego, mianowicie figury, biusty, medaljony, oraz wazony, puhary, kielichy i wszelkie tym podobne przedmioty, mające nosić na sobie pewną cechę artystyczności; kopje medali i numizmatów; kopje stępli i pieczęci; płyty i walce drukarskie dla fabrykantów kartunu, ceraty, skóry amerykańskiej i obić papierowych; stępie dla introligatorów i drukarzy; ozdoby do wyrobów introligatorskich; formy dla fabrykantów ram złoconych, do prasowania szklą w hutach, do odlewania czcionek, formy dla fabrykantów kwiatów i liści sztucznych, dla cukierników; wszelkie pokrywanie miedzią, mosiądzem, srebrem, złotem, platyną i.t.d.".
Od 1861 wykonywał i wystawiał swoje prace:
- model pucharu myśliwskiego z dekoracją inspirowaną poematem "Pan Tadeusz" A. Mickiewicza,
- rzeźba "Jeździec tatarski",
- rzeźba "Druciarz",
- modele pomników Jana Kochanowskiego i Fryderyka Chopina,
- „Urszulka Kochanowskiego”,
- „Popiersie Mickiewicza”,
- „Cyryl i Metody”,
- „Popiersie bankiera Jakuba Flotowa” i inne.

Około 1880 wykonał techniką galwanoplastyczną plakietę z płaskorzeźbą "Bitwy pod Grunwaldem"  według Jana Matejki (wymiary 127 X 280 mm, sygnowana z lewej, na dole: „Zbąski”).
W 1881 wykonał dla Edwarda Odyńca ozdobny kałamarz „Składa się on z łuku tryumfalnego, czy świątyni o czterech hebanowych kolumnach, ozdobnych srebrem pozłacanem i koralami, wznoszących się na stopniach również hebanowych ponad srebrnem popiersiem jubilata, a uwieńczonych galeryjką srebrną, złoconą, na której czterech rogach stoją cztery srebrne posążki bohaterek dramatów jubilata: Izory, Felicyty, Barbary [Radziwiłłówny] i Klary Lubomirskiej. Przed tym łukiem po obu stronach stopni znajdują się dwie grupy konne, z których jedna przedstawia «Litwina», ścigającego «Brankę», a druga Towarzysza Pancernego z «Wesela», porywającego swoją kochankę; u stóp zaś biustu jubilata, po środku stopni leżą srebrne księgi i takież manuskrypta z tytułami dzieł jego, oplecione laurami, a w jednej z nich ukrywa się kałamarz. Na górnych fryzach łuku jaśnieje złotem wysadzany w hebanie napis:
Antoniemu Edwardowi Odyńcowi / od przyjaciół i wielbicieli / w dowód czci za jego serce i natchnienie / ofiarowano w Warszawie 1881 r..
Jedyną zachowaną jego pracą jest "Popiersie doktora Jana Bącewicza", którego model wystawiony był w 1869 w warszawskiej "Zachęcie" a odlew z brązu znajduje się na pomniku nagrobnym rodziny Bącewiczów na warszawskich powązkach.
Pozostał w stanie bezżennym do końca życie i nie miał dzieci. Zmarł 9 września 1891 w Warszawie i pochowany został na cmentarzu powązkowskim.